# Kellsi kódex

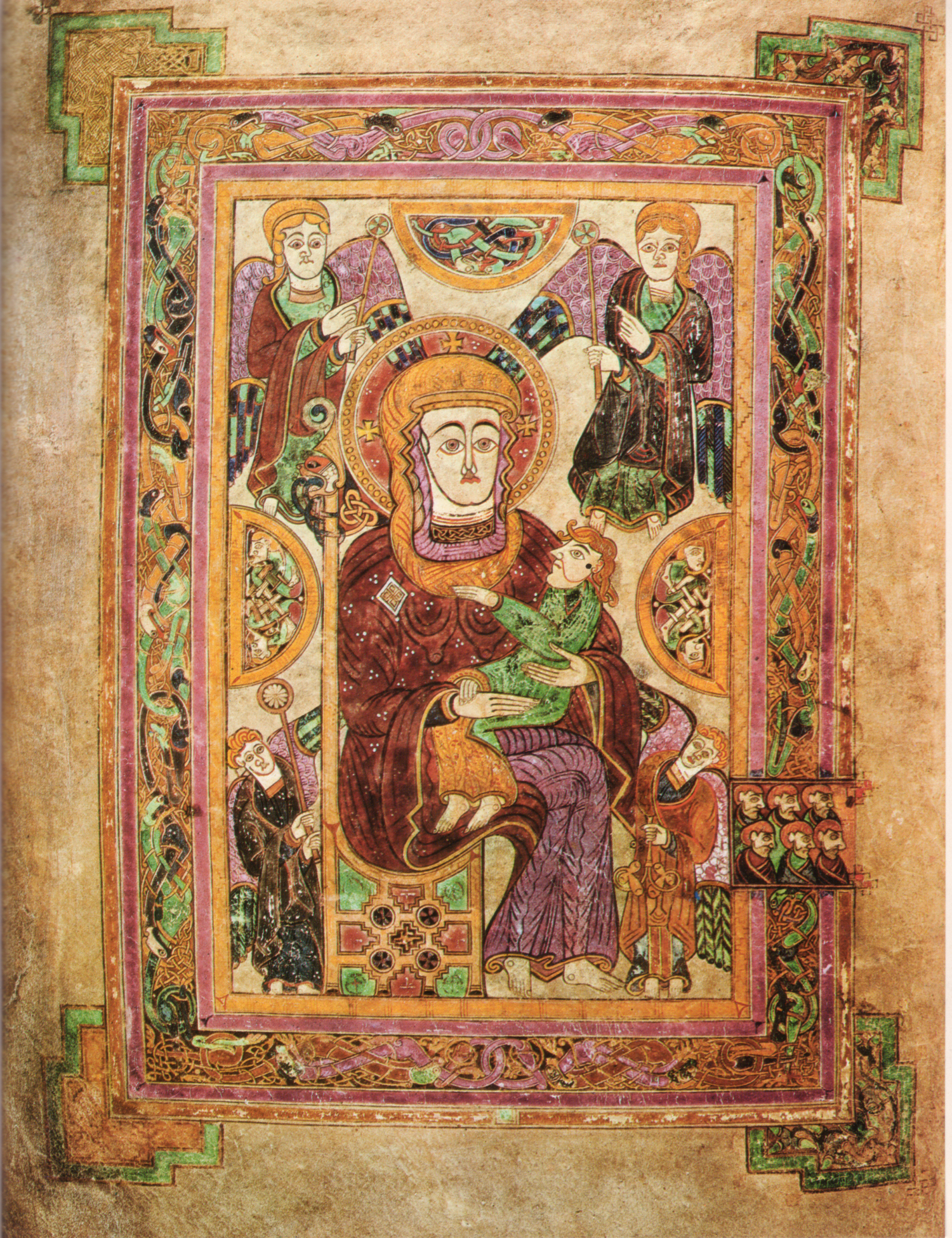
Madonna a gyermekkel

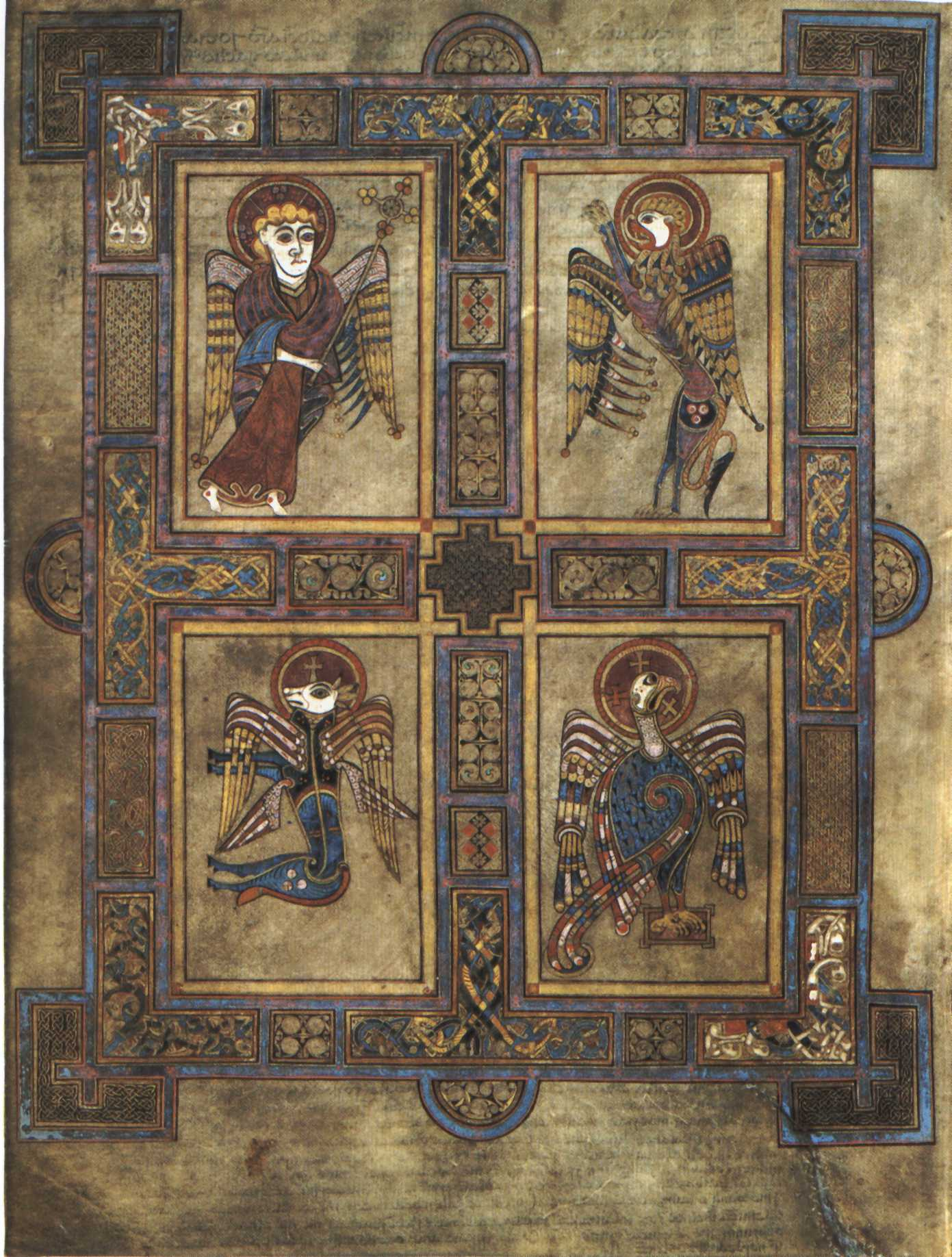
A négy evangélista szimbóluma

A kellsi kódex (írül: Leabhar Cheanannais) a 9. század elején készült, az evangéliumokat tartalmazó könyv. Az ír nemzeti örökség egyik legjelentősebb nyelvi emléke, a korai ír könyvfestészet legkiemelkedőbb darabjaként tartják számon. A 680 oldalas, latin nyelvű kézirat a Vulgata alapján készült, insular majuscule írástípussal, pergamenre. A kellsi kodex, az „ír csoda” az UNESCO Nemzetközi Bizottsága Manchesterben 2011. május 22-25. között tartott tizedik ülésén feltette A világ emlékezete program kiválasztottjai listájára.

## Tartalma
Egy bevezetést és négy evangéliumot tartalmaz. Különlegessége, hogy minden oldala gazdagon illusztrált, hihetetlenül aprólékosan kidolgozott szimbólumok, fraktálos dekoráció jellemzi, még a motívumokban is motívumok vannak. Ezért a miniatúra festészet és kalligráfia legkiemelkedőbb darabjaként is tartják számon. 
Egész oldalt kitöltő illusztrációkat is találhatunk benne, ilyen a talán leghíresebb oldala, a Chi Rho oldal. Ez a krisztogram Jézus görög nyelvű nevének első két betűjének összeolvasztása. ("ΧΡΙΣΤΟΣ" = Krisztus)
Két lap kivételével, mindegyiket misztikus és szimbólumokban gazdag díszítés jellemzi. Ebből is látszik, hogy nem mindennapi használatra szánták, hanem egy szent műnek, amely fontos ünnepnapokon személyesítette volna meg Isten művét az oltáron. Bár könyv fő tartalma a négy evangélium, találhatunk benne sok humoros idézetet is. Egy oldalon egy egérről olvashatunk, mely ostyát lopott, egy másik oldalt pedig teljes egészében egy macska kergetésének történet foglalja el. Az egyik bibliai idézetnél – "Senki sem szolgálhat két Úrnak" – a latin kezdőbetűje a senkinek – az N (nemo) – két férfit ábrázol, akik egymás szakállát ráncigálják.

## Története
Skócia egyik városában, Ionában 561-ben Szent Kolumba apát (írül Colm Cille ) alapított egy kolostort. A 800-as évek elején ennek a scriptoriumában láttak neki ismeretlen szerzetesek a kódex elkészítésének, ezért Colm Cille nagy Evangéliumaként is emlegetik.
806-ban a szerzetesek a hódító viking támadásoktól elmenekülve a könyvet az írországi Kells városának kolostorába vitték. Nem tudni, hogy a kódex már teljesen kész állapotában került-e oda, ám valószínű, hogy csak később, biztonságba helyezése után fejezték be. Az biztos, hogy sokáig ebben a városban őrizték. Az első bizonyíték a létezéséről egy feljegyzés egy kódexről, amelyet 1007-ben elraboltak Kells templomából, és amelyre hónapok után a sárban találtak rá, borítója nélkül. 1653-ban, Oliver Cromwell uralmának kezdetekor a könyv Kellsből Dublinba került, majd Henry Jones, Meath püspöke a Trinity College-nek ajándékozta, ahol ma is őrzik. 1953-ban újrakötötték, négy különálló kötetbe, ebből egyszerre csak kettőt állítanak ki, az egyiket egy szöveges, a másikat pedig egy egész oldalt kitöltő illusztrált oldalnál kinyitva.

## A kódex ma
A kódex a dublini Trinity College egyik legértékesebb kézirataként van számon tartva, és megközelítőleg évi 500 000 látogatójával ez a második legkedveltebb ír turisztikai látványosság.
Az érdeklődők előzetes bejelentkezés és egyeztetés után csoportokban tekinthetik meg az aktuálisan kiállított két kötetet a pompás Long Roomban, ahol hasonló kéziratokat és a könyvtár 200 000 legrégebbi könyvét tartják tölgyfapolcokon. Itt vannak még híres kelta költők mellszobrai, és egyéb, érdekes tárlatanyagok is.
Az intézmény 2012 júniusában kiadott egy DVD-t a kódex beszkennelt oldalaival, amit folytatott az ugyanaz év decemberében kiadott iPades változat. Ezen mind a 680 oldal jó minőségű, nagy felbontásban megtekinthető, valamint a legdíszesebb 21 oldal az eredeti hatszoros nagyításában, és kiegészítésként több mint hatszáz különböző szimbólum – főleg állatszimbólum – magyarázata.
2013 márciusától a Trinity College Library, Digital Collections online tárhelyén a Library Digital Resources és az Imagino Services gondoskodásával a kellsi kódex teljes egészében megtekinthető.
2011. május 22-e és 25-e között tartották meg az UNESCO Nemzetközi Tanácsadói Bizottságának 10. ülését Manchesterben, amelyen 45 új tétel került fel az UNESCO Világemlékezet Programjának listájára, köztük a kellsi kódex is. 
Szakemberek kétéves lézeres vizsgálatnak vetik alá a kódexet, hogy jobban megismerjék a pergamen és a tinta szerkezetét, összetevőit. Így pontosabban megállapíthatják, hogy a festékben felhasznált anyagok, illetve a borjú, amelynek bőréből a pergamen készült, honnan, mely kereskedelmi útvonalról származnak. Az adatokat összevetik az angol és a francia nyelvű kódexekkel, hogy megtalálják a hasonlóságokat, illetve különbségeket ...

## Kells titka

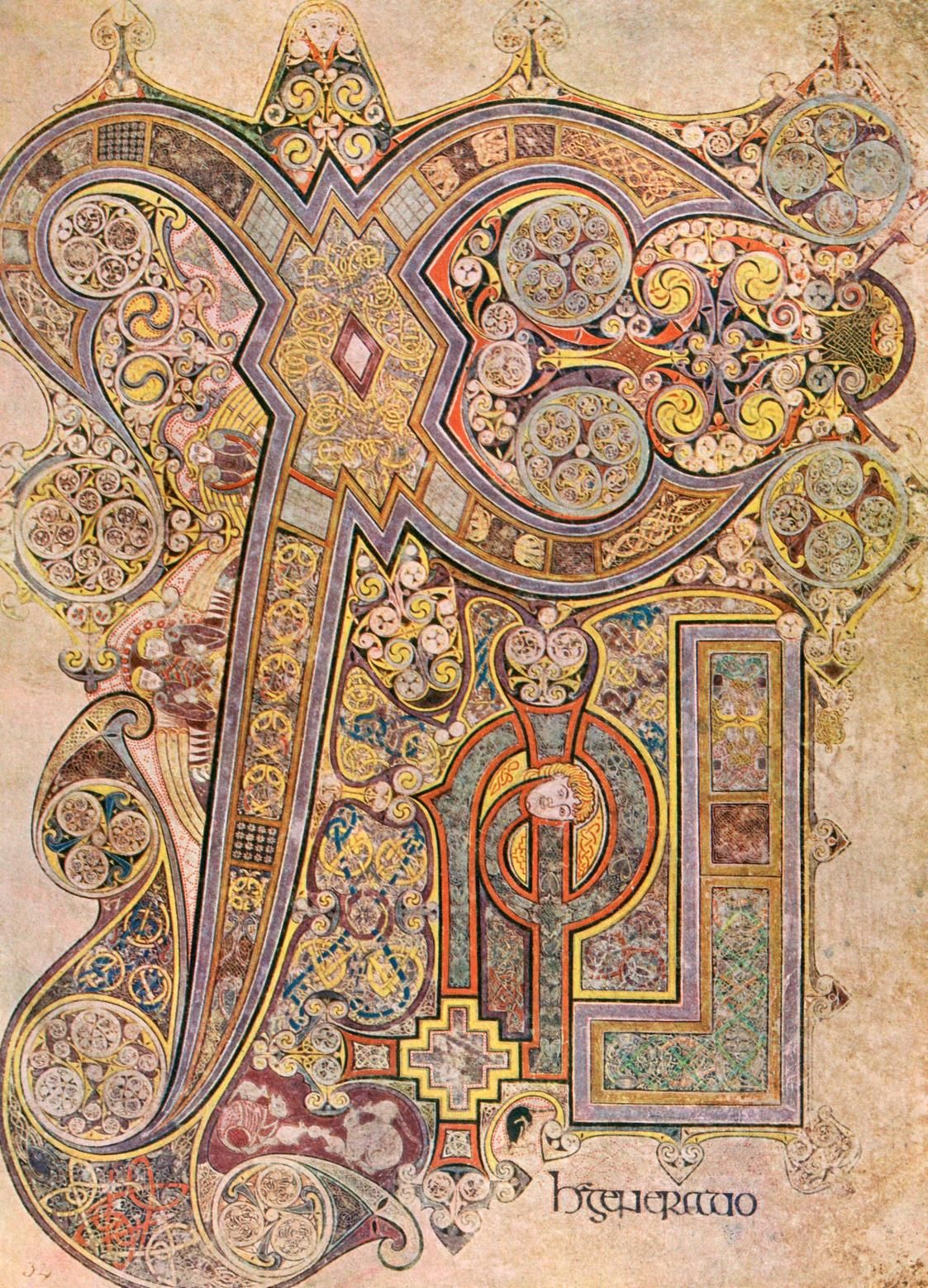
A Chi Rho lap

2009. február 8-án a Berlinalén bemutatták a Cartoon Saloon gondozásában készült animációt, amely a Kellsi kódex keletkezésének történetéről szól, és amelynek címe Kells titka (eredeti cím: The Secret of Kells). Bár nagyon sok mágikus és mesebeli elemet tartalmaz, az eredeti történethez is hű maradt. A rendező Tomm Moore, az animáción francia, belga, ír animátorok dolgoztak, és a Kecskemétfilm Kft. dolgozói (ahol a Magyar népmesék is készültek).
A történet a 9. században játszódik, egy szerzetes (később kiderül, hogy a neve Aidan) menekülésével kezdődik a vikingek elől. Iona városából Kellsbe kerül, és magával visz egy kódexet, amelyet már akkor különös mítoszok lengnek körül, és amelyet akkor Iona könyvének neveztek. Aidan a kellsi kolostorban egy fiatal szerzetesnövendékre, Brendanra bízza a kódex befejezését. Ebben viszont igyekszik meggátolni a fiú nagybátyja, Abott Cellach, aki a kolostor apátja, és a viking támadástól tartva megszállottan dolgozik egy, a város körüli hatalmas fal építésén. Brendan, nagybátyja tilalma ellenére kiszökik a falon túli erdőbe, ahol barátságot köt Aislinggel, egy titokzatos, mágikus képességekkel rendelkező, néha farkasalakot öltő lánnyal. Aiden és Aisling segítségével Brendan a nagybátyja háta mögött titokban díszíti a kódexet. Egy alkalommal viszont lelepleződik, Cellach pedig haragjában kitépi a könyvből a már félig elkészült lapot. A vikingek végül megtámadják a várost, a lakókat pedig még a hatalmas fal sem menti meg a vérszomjas hódítóktól. Brendant és Aident elkapják menekülés közben, elveszik tőlük a kódexet, és letépik róla az aranyozott, drágakövekkel kirakott borítót, majd a lapokat szétszórják a sárban. A fiút és mentorát Aisling menti meg, akik így összegyűjtve a lapokat elmenekülhetnek a városból. Sok év múlik el, Brendan pedig egyedül befejezi a kódexet, majd felnőttként visszatér Kellsbe. Itt találkozik nagybácsijával, akinek megmutatja a befejezett kéziratot, és amelyet Iona könyvéről, Kells könyvére neveznek át. 
Érdekesség, hogy a kódex belsejébe csak a történet legvégén pillanthatunk be, amikor Cellach könnyezve lapoz benne, és amikor megmutatja Brendannek azt a félig kidolgozott lapot, amit régen kitépett a könyvből – a Chi Rho lapot, amit az animáció teljes mértékben autentikusan mutat be.